# Alejandro Cegarra
Alejandro Cegarra (* 7. Dezember 1989 in Caracas, Venezuela) ist ein venezolanischer Fotograf.

## Werdegang
Alejandro Cegarra studierte Fotografie und Werbung am Roberto Mata Taller de Fotografia und an der Universidad Alejandro de Humboldt, beide in Caracas. Nach einem Jahr in der Werbeagentur Creative Army startete er seine journalistische Laufbahn 2012 als einspringender Fotograf für die Tageszeitungen Últimas Noticias, Ciudad Caracas und 2001 (Diario 2001). 2013 wurde er von Últimas Noticias, der größten Tageszeitung Venezuelas, festangestellt.
Gelangweilt von der Routinearbeit der lokalen Berichterstattung über Pressekonferenzen, begann Cegarra in diesen Jahren, den Torre de David in Caracas und die Lebensverhältnisse in dem Turm zu fotografieren und erzielte damit erste internationale Aufmerksamkeit.
Von November 2013 bis 2015 arbeitete er als freier Korrespondent für Associated Press in Caracas und wechselte dann als „Featured Photographer“ zu Getty Images Reportage.
2014 wurde er eingeladen, beim PHotoEspaña Festival auszustellen, und im selben Jahr wählte ihn die Fotoagentur Magnum für ihren 30 Under 30-Wettbewerb aus, bei dem Alejandro Cegarra den Publikumspreis gewann. Seine Fotoserie über den Torre de David wurde, ebenfalls 2014, mit dem 3. Platz in der Kategorie „Zeitgenössische Themen“ der Sony World Photography Awards gewürdigt, und er bekam den Leica Oskar Barnack Newcomer Award sowie ein Ian Parry Stipendium.
Nach weiteren Preisen und Ausstellungen im Jahr 2015 erhielt er 2016 den Emergency Fund Grant der Magnum Foundation für seine Dokumentation Our Invisible War über die alltägliche Gewalt auf den Straßen Venezuelas. 2017 war er mit seiner Serie Leben mit Hugo Chavez' Vermächtnis Preisträger des Getty Images Grant for Editorial Photography. Für sein Langzeitprojekt State of Decay (2013 bis 2018) über die Protestbewegung gegen die venezolanische Regierung wurde er 2019 mit dem dritten Preis im Photo Contest des World Press Photo Award ausgezeichnet. Seine Arbeit The Two Walls über die Folgen der Politik an der Grenze zwischen Mexiko und den USA wurde 2022 mit einem Sony World Photography Award ausgezeichnet, und 2024 war er damit bei den World Press Photo Contest regional winners für Langzeitprojekte in Nord- und Zentralamerika.
Alejandro Cegarras Fotos erscheinen in der Washington Post, in Paris Match, dem Stern, dem Sunday Times Magazine, in der New York Times, in TIME, auf Onlinekanälen wie Veja und Univisión, aber auch bei National Geographic und weiteren internationalen Medien.

## Dokumentation des Lebens im Torre de David
Als Venezuela 1994 von einer schweren Wirtschaftskrise erschüttert wurde, wurden die Bauarbeiten an dem Wolkenkratzer Torre de David, geplant als Sitz einer Großbank mit Büros und Hotel im Zentrum der Hauptstadt Caracas, eingestellt. Der unfertige, aus zwei Türmen bestehende Bau im Rohbauzustand, mit 45 Stockwerken insgesamt 195 Meter hoch, wurde ab dem Jahr 2007 von wohnungssuchenden Menschen besetzt und galt seither als vertikaler Slum der Stadt. Die rd. 5000 Bewohner, unter ihnen etwa 2000 Familien, bildeten eine selbstverwaltete, strukturierte Gemeinschaft mit eigenen Ordnungskräften und Dienstleistungsbetrieben. Die Fotografien von Alejandro Cegarra zeigen das Innenleben der illegal bewohnten Bauruine. Sie wurde zum Symbol des ökonomischen Niedergangs der venezolanischen Hauptstadt, die als eine der gefährlichsten Städte der Welt gilt, und für die Sehnsucht ihrer Bewohner nach einem sicheren Zuhause.
Die Wirkung von Alejandro Cegarras Bildern auf die Öffentlichkeit und die Kommunalpolitiker von Caracas beförderte die organisierte Umsiedlung der Familien aus dem Torre de David in Häuser des sozialen Wohnungsbaus außerhalb der Stadt. Diese Umsiedlung, begonnen im Juni 2014, wurde ebenfalls von Alejandro Cegarra dokumentiert.